# تلکس (گروه موسیقی)
تلکس (انگلیسی: Telex) گروه موسیقی سینث‌پاپ بلژیکی بود که سال ۱۹۷۸ توسط مارک مولین، دن لکسمن و مایکل مورز در بروکسل شکل گرفت با این هدف که نوعی موسیقی حقیقتاً اروپایی غیرراک و بدون استفاده از گیتار ارائه دهد.